# Кременець
Кре́менець (у давніших джерелах Кремінець, також Крем'янець) — місто в Тернопільській області України, центр Кременецької міської громади і Кременецького району. Адміністративний, економічний і культурний осередок півночі Тернопілля. Розташоване біля підніжжя Кременецьких гір. Відстань до Тернополя — 60 км. Є залізнична станція.

## Географія
Місто Кременець знаходиться в північній частині Тернопільської області, містом тече потік Ірва, яка через 2,5 км впадає в річку Іква. На відстані до 1 км від міста розташовані села Великі Млинівці, Білокриниця, Зеблози, Бонівка і Жолоби.

## Історія

### Давньоруський період
За деякими джерелами, Кременецька твердиня була збудована за дохристиянських часів у VIII—IX століттях; існує гіпотеза, що після утворення в IX столітті Київської держави, поселення увійшло до її складу. У деяких польських енциклопедичних словниках перша згадка про Кременець датована 1064 роком, проте ця дата має пізнє легендарне походження. 2007 року в центрі міста археологи розкопали залишки давньої будівлі, датованої Х століттям. Із Кременецьким замком пов'язана легенда про дівчину Ірву, згідно з якою авари штурмували фортецю, яку обороняли дуліби.
Перша достеменна писемна згадка — 1227 р.: тогочасний володар замку князь Мстислав Удатний ущент розбив під містом війська угорського короля Андрія ІІ.
На початку 1241 року Кременець вистояв перед ордами хана Батия (безпосередньо військо очолював хан Ґуюк). У 1254 році місто витримало облогу беклярибека Куремси. У 1259 (або 1261) році на вимогу темника Бурундая оборонні споруди Кременця розібрали.

### Литовський період

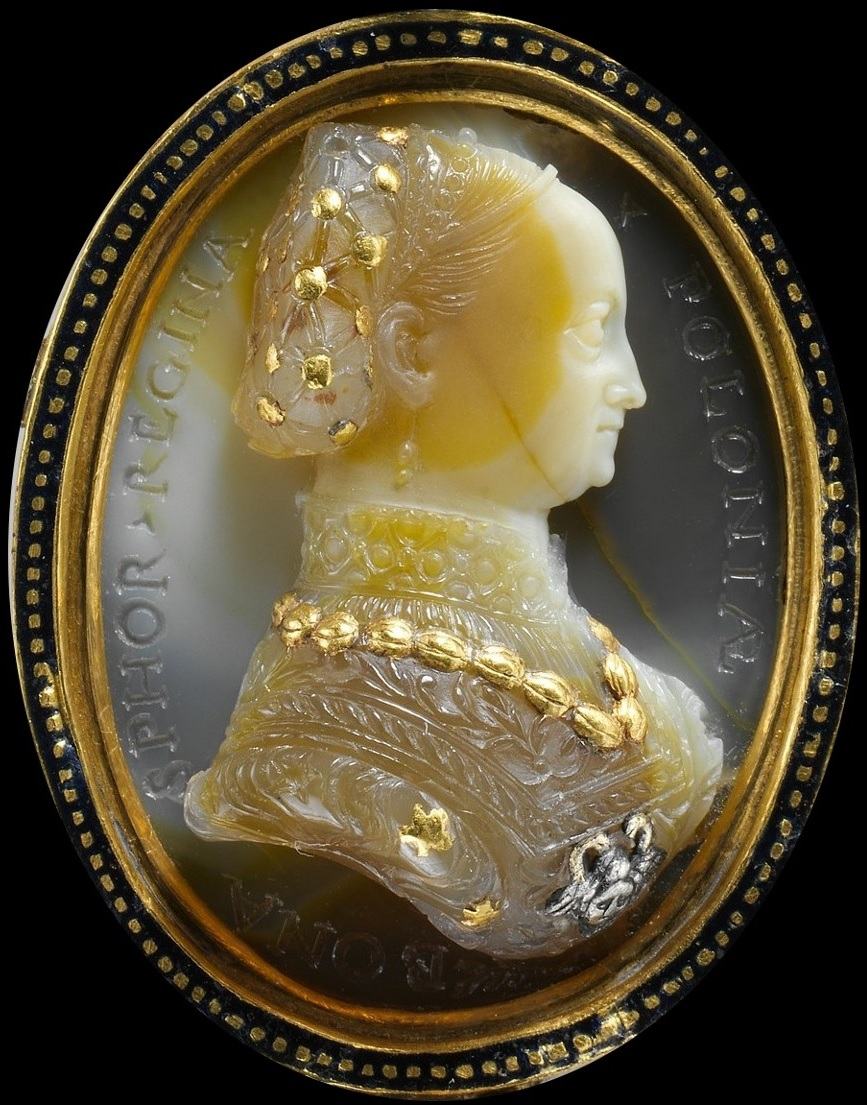
Королева Бона Сфорца на камеї. Біля 1540 року

Після занепаду Галицько-Волинської держави Волинь та, зокрема, місто завоював великий литовський князь Гедимін, який віддав його князю Юрію Наримунтовичу. За умовами литовсько-польського договору 1352 року Крем'янець залишився надалі у Юрія. Місто невдовзі забрав собі князь Любарт та передав полякам. Після смерті короля Людвіка І Угорського у 1382 р. місто остаточно відійшло до литовських князів.
У 2-й половині XIV ст. замість дерев'яно-земляних укріплень збудовано кам'яний замок.
На початку XV ст. у місті деякий час разом зі своїм двором перебував великий князь литовський Вітовт, сидів у в'язниці його суперник — великий князь литовський Свидригайло, який у 1438 р. надав Кременцю магдебурзьке право. У цей час тут почали облаштовуватися євреї. Чисельність єврейського населення Кременця: 240 осіб (48 дворів) у 1552 році, 500 осіб у 1578 році, 854 (15 % загального населення) у 1629 році.
Наприкінці XV ст. внаслідок нападів татар місто знелюдніло, у 2-й третині XVI ст., під час перебування у власності віленського біскупа Януша (позашлюбного сина короля Сигізмунда І Старого, 1529—1535 рр.[джерело?]) та королеви Бони (1536—1556 рр.) відродилося й перетворилося на один із провідних економічних центрів регіону. Король польський і великий князь литовський Сигізмунд I Старий передає 4 квітня 1536 року Кременецький замок із селами своїй дружині Боні Сфорці, яка володіє замком у 1536—1556 роках. На її честь, за однією з версій, названа замкова гора. Бона суттєво зміцнила замок, який на той час мав 3 вежі і досить високі стіни з гарматами. У середині замку були розташовані казарми для гарнізону, різні господарські споруди, порохівниці тощо. За 20 років «Сфорцової доби», місто Кременець і всі його околиці помітно розквітли.

### Польський період
1569 р. в результаті Люблінської унії Кременець відійшов до Польщі, а разом із нею до Речі Посполитої.

##### Король Сигізмунд III Ваза:

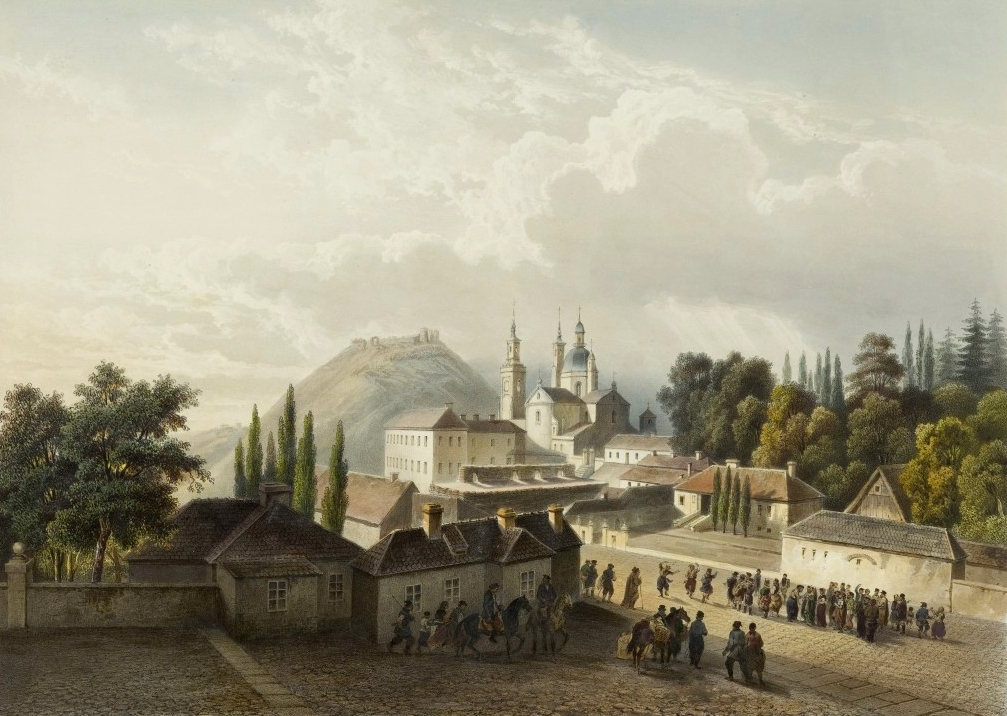
Альфонс Бішбуа. Вид на Кременець. XIX століття

- 29 серпня 1598 видав у місті грамоту Кременецькому земському писарю Макару Гнівошовичу Лідихівському.[16]
- у 1615 році затвердив створення у місті третього органу магістрату — колегії 24 мужів (її аналоги — колегія 40-ка мужів у Львові,[17] колегія 30-ти — в Олиці[18]), яка, однак, не почала діяти.

У 1-й половині XVII ст. місто стало важливим осередком культурного й релігійного життя Південної Волині.
Восени 1648 р. козаки під проводом козацького полковника Максима Кривоноса підійшли до Кременецького замку, взявши його у облогу. У жовтні після шеститижневої облоги із тривалими запеклими боями твердиню було здобуто, польський гарнізон взято у полон, замок повністю зруйновано, єврейське населення дуже постраждало від знущань козаків. Із того часу Кременецька твердиня не була відбудована.
За Вічним миром 1686 р. Кременець залишився в Речі Посполитій. 1692 р. в усіх установах впровадили польську мову, а на початку XVIII ст. православні храми стали греко-католицькими.
У 1734 році Верлан став очільником повстанців-гайдамаків, пізніше вони захопили місто.
У 2-й половині XVIII ст. в Кременці діяли греко-католицький (василіянський) і 4 римо-католицькі (францисканський, єзуїтський, реформатський і тринітарський) монастирі та кілька греко-католицьких церков.

### Російський період
За 3-м поділом Речі Посполитої (1795) Кременець відійшов до Російської імперії. Спочатку місто включили в Подільську, а 1796 р. — Волинську губернії. 1805 р. тут відкрилася Вища Волинська гімназія, 1819 р. реорганізована у Волинський ліцей (діяв до 1833). Ліцей мав велику бібліотеку (понад 50000 томів), у тому числі 1500 інкунабул (першодруків, надрукованих до 1500 р.).

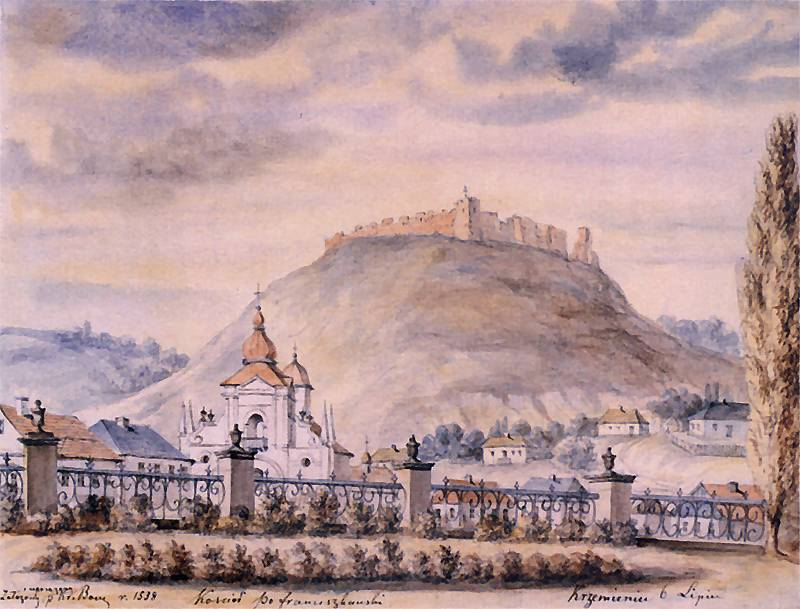
Наполеон Орда, Замкова гора (Бона)

Місто стало авторитетним центром освіти й науки й отримало образну назву «Волинські Афіни». у 1830-ті рр. внаслідок запровадження у державних установах російської мови, заміни Литовського Статуту російським законодавством, закриття ліцею, францисканського й василіянського монастирів Кременець остаточно втратив риси повітового центру Речі Посполитої і перетворився на провінційне місто Російської імперії. На базі закритого ліцею у 1834 р. створений Київський університет. У той час, коли Шевченко відвідав Кременець, це було одне з найбільших повітових міст Волинської губернії.
У 1897 році єврейська громада Кременця налічувала 6539 осіб (37 % населення).
Промислове піднесення останніх десятиліть XIX ст. мало позначилося на житті міста. Найбільше підприємство 1899 р. — сірникова фабрика, де працювало 25 робітників. Завдяки відкриттю покладів бурого вугілля, на розробку якого покладали великі надії, наприкінці XIX ст. проклали державним коштом Російської імперії колію-відгалуження Радивилівської гілки залізниці Кам'яниця — Кременець (введена в експлуатацію у 1896 р.).
Із освітніх закладів на початку XX ст. діяли Волинська духовна семінарія (1838—1902 рр.), жіноче єпархіальне (1836—1921 рр.), чоловіче духовне (1885—1921 рр.), комерційне (1904—1921 рр.), двокласне міське училища, приватна жіноча гімназія, 6 початкових шкіл.

### Перша світова війна та Українська революція
Улітку 1916 р. тут була одна з вузлових ділянок Брусиловського прориву.
У часи Української революції діяв Український військовий клуб імені гетьмана Павла Полуботка.
Упродовж 1917—1920 рр. місто 7 разів переходило з рук у руки. Українській державній владі воно підпорядковувалося від початку 1918 до червня 1919 р.

### Міжвоєнний період
Від жовтня 1920 р. до вересня 1939 р. Кременець належав до Польщі і входив у Волинське воєводство. Керівні кола Польщі відвели місту роль одного з опорних пунктів закріплення своєї влади на «Східних кресах». Великі надії покладали на Кременецький ліцей, відкритий 1921 р.
1 жовтня 1933 року вилучено із міської ґміни Кременець села Чугалі, Зеблози Великі, Зеблози Малі, Білецька Долина та Бонівка, натомість включено села Сичівка, Грабівка, Андруга Велика та Білокриниця зі зліквідованої Білокриницької волості..
У міжвоєнні роки збудовано ватну фабрику (1936) й тютюновий завод (1938 р.), упорядковано вулиці, заліснено схили гір. Основні осередки національного життя українського населення 1920—1930-ті — товариство «Просвіта», приватна українська гімназія імені Івана Стешенка, православна духовна семінарія. У міжвоєнні роки Кременець — центр Волинської єпархії.
Під час Другої світової війни з 11 по 14 вересня 1939 р. Кременець був осідком польського міністерства закордонних справ та послів інших держав.
Восени 1939 р. місто зайняла Червона армія. Під час запровадження нового адміністративно-територіального устрою місто було розділено з історичною Волинню, отримало статус міста обласного підпорядкування й відійшло до Тернопільської області. Радянська влада відкрила кілька загальноосвітніх українських шкіл, обласний учительський інститут, фельдшерсько-акушерську школу, забезпечила населення безплатним медичним обслуговуванням. Також встановила жорсткий ідеологічний контроль за всіма культурно-освітніми закладами й розгорнула масштабні політичні репресії.

### Гітлерівська окупація

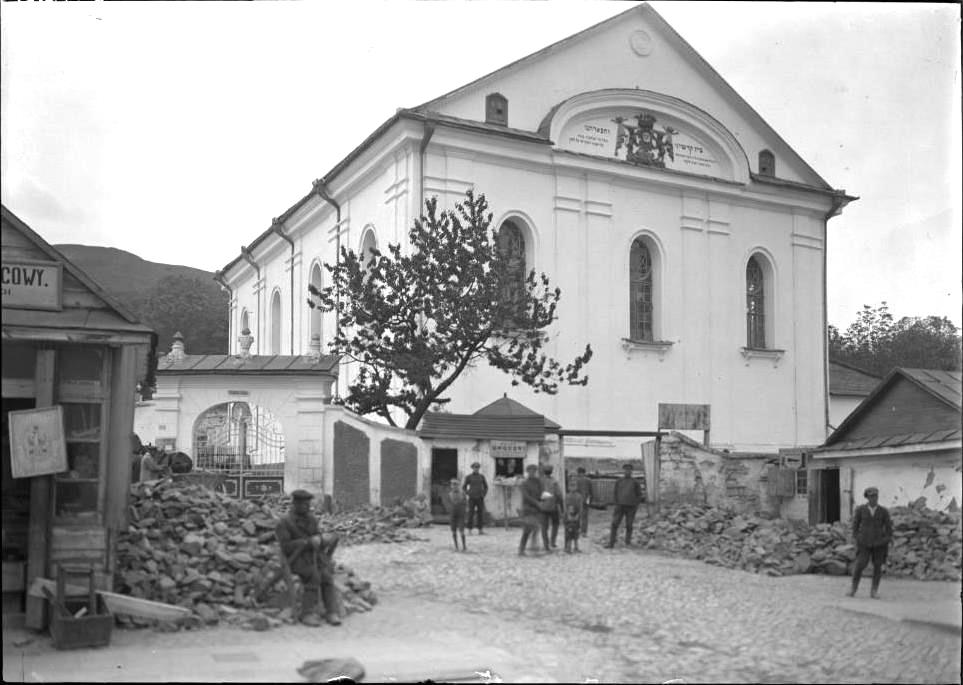
Головна Кременецька синагога, спалена нацистами. До війни єврейське населення становило 7256 осіб. У 1942 році було організовано єврейське гетто, жителі якого були розстріляні 18-19 серпня.

- 3 липня 1941 р. Кременець зайняли гітлерівські війська, які масово розстрілювали мирне населення.
- 1 вересня 1941 місто стало адміністративним центром нацистської округи.
- 7 липня 1941 розстріляна група викладачів Кременецького ліцею, зокрема, Гелена Паліводзянка — діячка руху харцерів.[26]
- 1 березня 1942 в Кременці було організоване єврейське гетто, куди зібрали біля 9340 євреїв із Кременця та навколишніх міст.
- 22 липня 1942 євреї Кременецького гетто вчинили збройний опір проти німців, які намагалися їх винищити. Кременецьке гетто протрималось два тижні, 9000 євреїв загинуло.
- 10 серпня 1942 німці ініціювали двотижневу акцію зі знищення євреїв, підпаливши гетто, щоб вигнати тих, хто переховувався. Пожежа, що тривала кілька днів, знищила історичний центр міста. П'ятнадцять тисяч працездатних євреїв були відправлені невільниками в Білокриницю, де вони пізніше зустріли свою смерть. Лише 14 євреїв із Кременецької громади пережили Голокост.
- В ніч з 19 на 20 лютого 1943 на місто напала боївка ОУН під проводом Івана Климишина (Крука), націоналісти здійснили наліт на місцеву в'язницю звільнили всіх ув'язнених і без втрат покинули місто[27].
- В ніч з 21 на 22 березня дезертирувала вся українська допоміжна поліція в Кременці. Втікачі забрали зі складів зброю і боєприпаси і зникли в лісі. Частина міліціонерів розійшлася по домівках, інші приєдналися до мельниківського загону «Хрону» (Миколи Недзведського) і бандерівського відділу «Крука» (Івана Климишина)[28].

Кременчани активно включалися в рух опору. У роки війни в околицях міста діяло 4 українські збройні формування різної політичної орієнтації. 19 березня 1944 в місто увійшли війська 1-го Українського фронту, а саме 24 стрілецький корпус 13 загальновійськової армії (117 стрілецька дивізія під керівництвом генерал-майора П. М. Бежка, яка йшла в авангарді наступу, яким командував генерал Кірюхін, 287 стрілецька дивізія, 1645 винищувальний протитанковий артилерійський, 802 зенітний, і 35 штурмовий інженерно—саперний батальйон, і 350 стрілецька дивізія під керівництвом генерала Г. І. Вєхіна). Перемога «пришвидшувалась». Про здобуття міста був оперативно проінформований Сталін. Це свідчить про стратегічне значення Кременця, за яким найкоротші підступи до Бродів і Львова. Людські втрати під час боїв становили близько шестисот осіб. У наступні десятиліття після оволодіння містом пошуковці з'ясували, що шістнадцять осіб, чиї імена викарбувані на пам'ятній плиті, живі. При переслідувані ворога за межами Кременця у найближчих двох селах Бережці і Крижі загинуло ще близько вісімдесяти осіб. Військові з'єднання і частини, які брали участь у захопленні Кременця, отримали найменування Кременецьких і були нагороджені орденами. На їхню честь 19 березня о 12-й годині Москва салютувала дванадцятьма артилерійськими залпами із 124-х гармат. Після захоплення понад 2 тисяч кременчан мобілізовано до лав ЧА.

### Рух опору
Із приходом у 1939 році більшовиків на теренах міста активно діяв рух опору.

### Радянський період
За післявоєнні десятиліття збудовано низку нових підприємств, найбільшими серед них були цукровий завод (1965) і фабрика ватину (1980), споруджено масиви багатоповерхових будинків. Учительський інститут 1950 р. реорганізовано у педагогічний і перенесено у м. Тернопіль (1969). 1 грудня 1973 року з Тернополя в приміщення колишнього сільськогосподарського технікуму переведений Тернопільський навчально-курсовий комбінат.

### Період Незалежності
У перші роки після проголошення незалежності України переважна більшість підприємств значно звузила або зовсім згорнула свою діяльність, унаслідок чого загострювалися старі й з'явилися нові соціальні проблеми. Відновлено Кременецький ботанічний сад (1991), створено Кременецько-Почаївський державний історико-архітектурний заповідник (2001), відкрито Кременецький обласний гуманітарно-педагогічний інститут ім. Т. Шевченка (2002), Кременецький обласний музей Юліуша Словацького (2003), Кременецький районний краєзнавчий музей (1937 р.); зростає потік туристів.
У 1991 році на базі педагогічного коледжу імені Т. Г. Шевченка створено Кременецький ліцей.

## Освіта
- Кременецька обласна гуманітарно-педагогічна академія імені Тараса Шевченка
- Кременецький педагогічний коледж
- Кременецький медичний коледж імені Арсена Річинського
- Кременецький лісотехнічний коледж (у приміському с. Білокриниця)
- Кременецький професійний ліцей
- Тернопільський навчально-курсовий комбінат
- Кременецьке богословсько-регентське училище Почаївської духовної семінарії
- Загальноосвітні заклади:
  - Кременецький академічний ліцей імені Уласа Самчука
  - Кременецька класична гімназія
  - Кременецька ЗОШ № 1 імені Галини Гордасевич
  - Кременецька гімназія № 2 з поглибленим вивченням іноземних мов
  - Кременецька гімназія № 3
  - Кременецька ЗОШ № 4
  - НВК «Кременецька ЗОШ І-ІІІ ступенів №5 - ДНЗ»
  - Волинський ліцей імені Нестора Літописця
- Кременецька школа мистецтв імені Михайла Вериківського
- Кременецька дитячо-юнацька спортивна школа імені Андрія Пушкара

## Культура

### Музеї
У місті діє свій районний краєзнавчий музей.
Музей Юліуша Словацького.

## Визначні місця та пам'ятки архітектури
У межах міста розташована визначна археологічна пам'ятка (від пізнього палеоліту до залізної доби) — гора Куличівка. Знахідки розкопок містяться в Тернопільському краєзнавчому музеї. 

### Замкова гора Бона

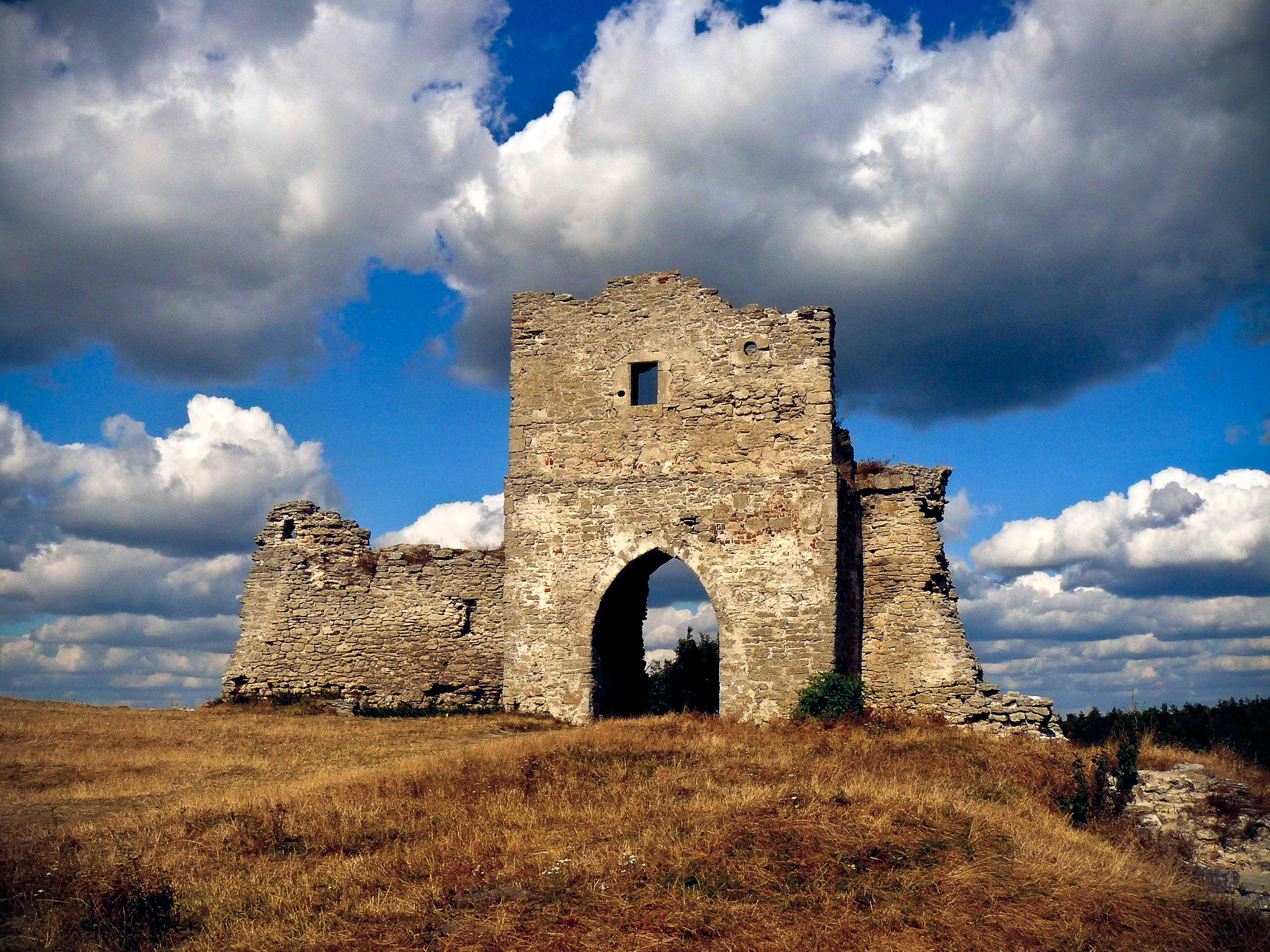
Румовища Кременецького замку

Замок у Кременці побудовано у XII столітті. У XIII столітті колишні дерев'яні укріплення було замінено на кам'яні. Узимку 1240 року орда хана Батия не спромоглася оволодіти цією фортецею на Замковій горі. До Люблінської унії замок належав литовським князям, далі — польським королям. Тривалий час цю видатну оборонну споруду ніхто не міг здобути. Завдяки неймовірним зусиллям і півторамісячній облозі в жовтні 1648 року замок взято козацькими загонами під орудою Максима Кривоноса та зруйновано. З того часу замок вже не відбудовували. До наших днів збереглися башта з брамою та оборонні мури.

### Будинок родини Словацьких

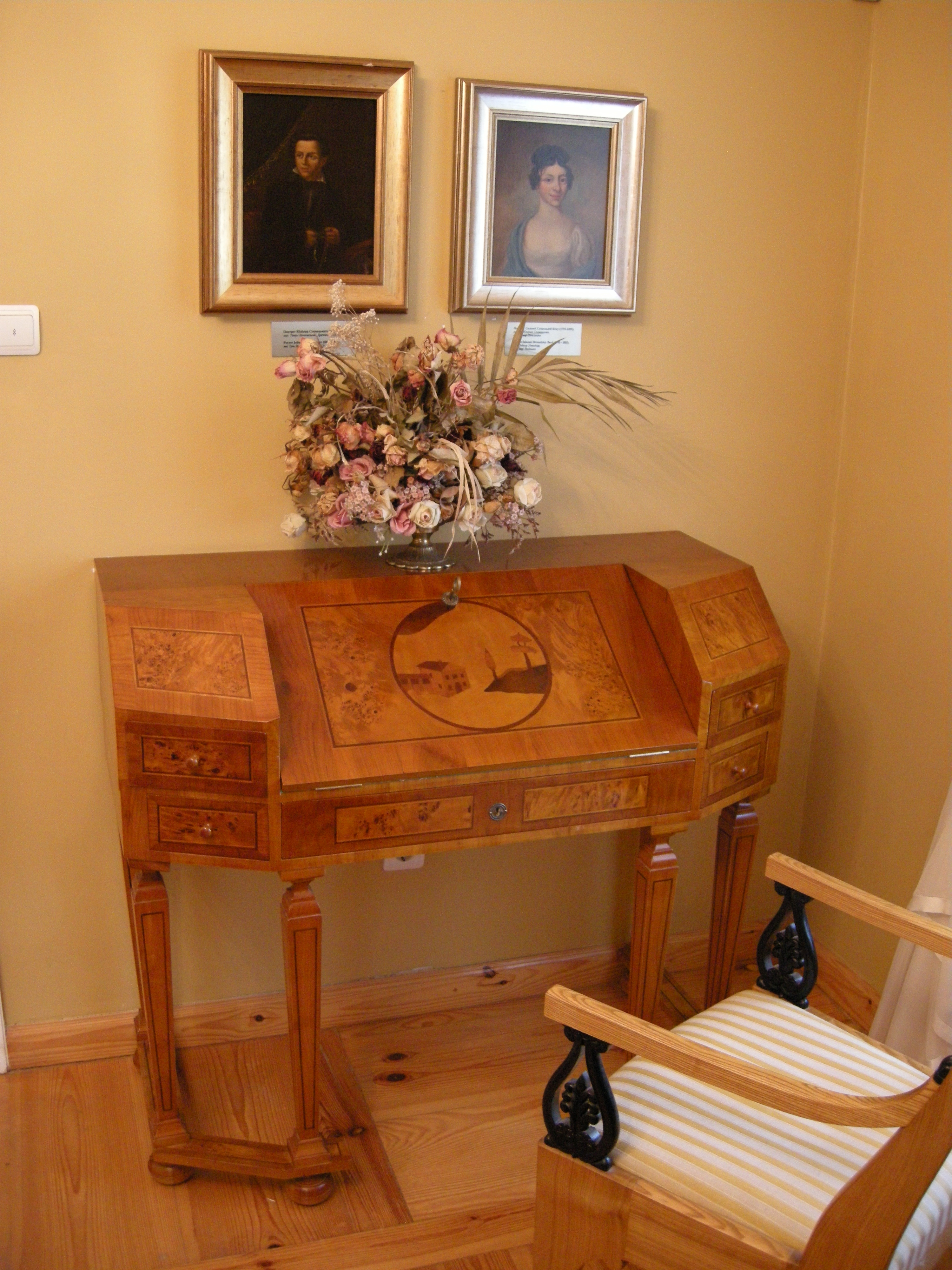
Інтер'єр Кабінету жіночої скорботи, Музей Юліуша Словацького

Будинок по вул. Ю. Словацького, 16 побудований наприкінці XIX століття у стилі класицизму. Ця садиба належала колись Евзебіушу Словацькому — батькові видатного польського поета Юліуша Словацького. Юліуш Словацький жив тут у 1810—1811 рр. У 1969 році на подвір'ї встановлено мармурове погруддя поета (скульптор В. З. Бородай). У 2002 році закінчена реставрація будівлі і з 2004 року тут діє літературно-меморіальний музей Юліуша Словацького.

### Споруди колишнього Василіанського монастиря XVIIст.
Із 1636 року при монастирі діяло братство, з ініціативи якого заснована школа від Києво-Могилянської Академії. При монастирі функціювала друкарня, де була надрукована «Кременецька граматика».
Миколаївський собор із келіями, спорудження якого тривало протягом XVI—XVII століть. Храм побудовано для католицького францисканського монастиря в готично—ренесансному стилі, у середині XVII століття костьол реконструйовано та розширено, доповнено бароковим декором (кошти надав, зокрема, Станіслав Потоцький; тут було поховано його серце). У формах Миколаївського собору поєднані тип тридільної української церкви з формами польських костьолів епохи Відродження. На початку XX століття зведено величну монастирську дзвіницю.

### Житловий будинок «Близнюки»
Унікальна барокова споруда XVII—XVIII століть, що складається із двох однакових з'єднаних будинків з окремими двосхилими дахами.

### Комплекс колегіуму чину єзуїтів

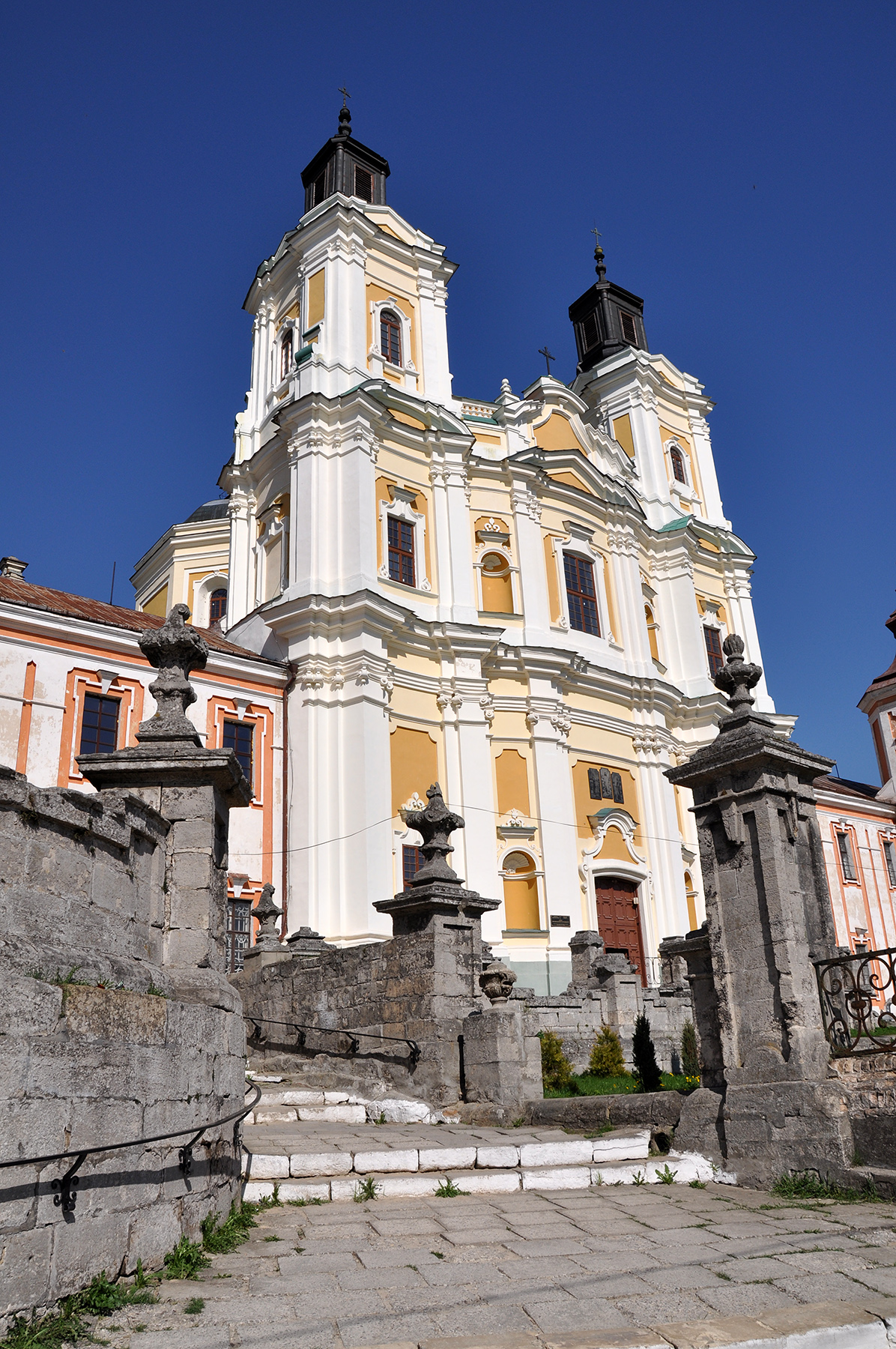
Собор Преображення Господнього Православної Церкви України

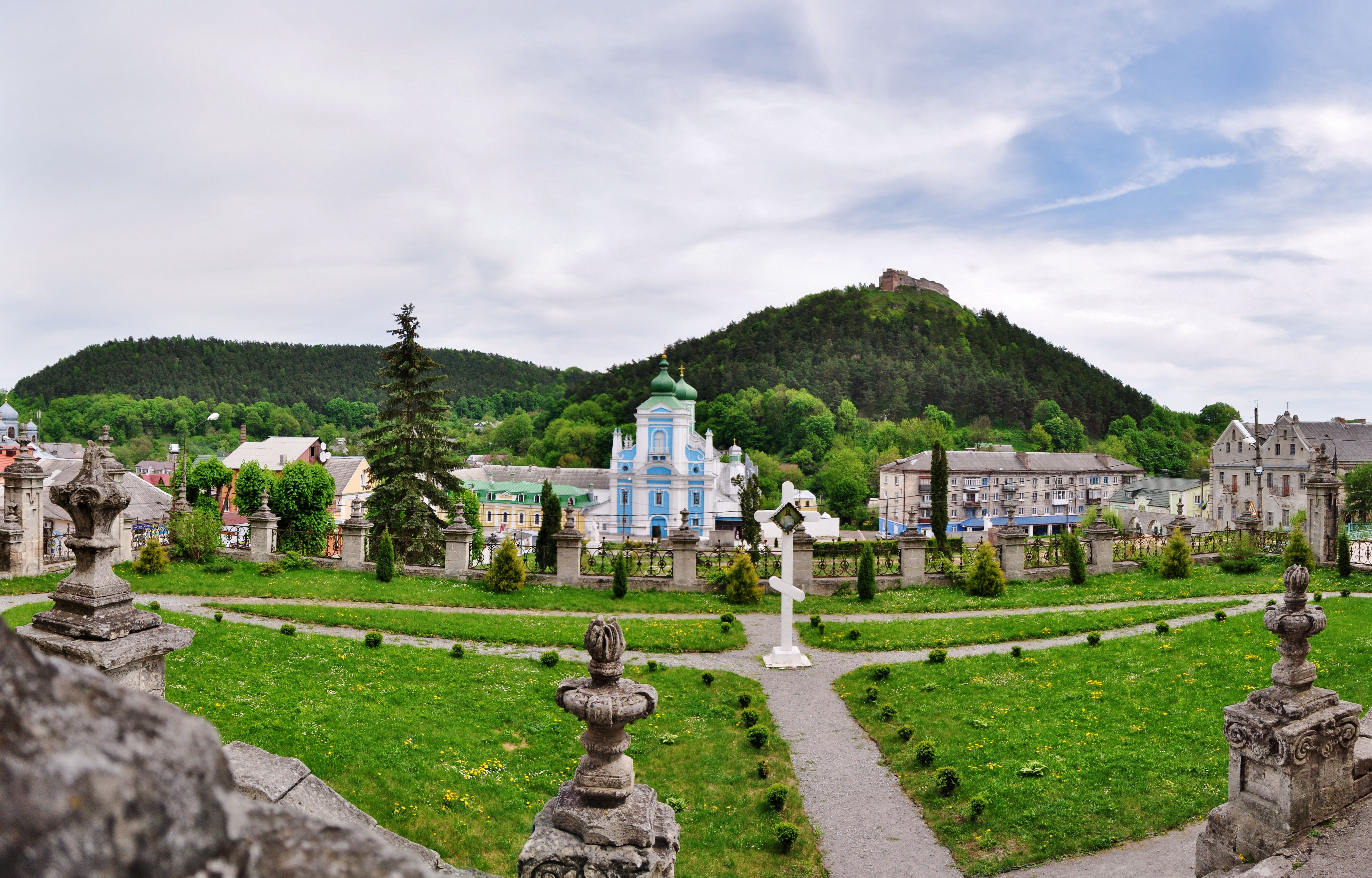
Краєвид Кременця зі сторони собору

Коштом родини Вишневецьких у місті розпочато будівлю колегіуму ордену єзуїтів. Проект створив архітектор Паоло Фонтана. Будівництво тривало у 1731—1743 роках. Комплекс поєднав костел і келії в єдиному ансамблі. Єзуїти присвятили костел засновнику ордена Ігнацію Лойолі та святому Станіславу Костці. Наприкінці 20 століття комплекс колегіуму визнано видатною пам'яткою архітектури України. Костел — тринавовий із трансептом, у перехресті — висока гранчаста баня, укрита бароковим куполом із ліхтариком. Вівтарна частина і крила трансепту трохи заокруглені, що значно посилило красу і виразність будівлі. Від підлоги до вищої позначки в інтер'єрі костел має 28 метрів. Бічні нави за єзуїтів були відведені під каплиці.
Коридорною системою костел поєднано з корпусами келій, що в зимову пору давало змогу дістатися всіх частин комплексу без виходу на подвір'я. Бічні крила комплексу попереду мають наріжні башти та утворюють парадний двір на зразок палацового курдонеру. Ухил земельної ділянки спонукав архітектора до створення штучної тераси, вдало прикрашеної парадними сходами, балюстрадами та кам'яними ліхтарями в стилі рококо. Обриси балюстрад і ліхтарів не мають аналогів в Україні. Фасади комплексу розділені на барокові частини-«дзеркала». Контрастне фарбування «дзеркал» і деталей фасадів надає комплексу палацової краси та вишуканості, більш притаманних світським будівлям доби пізнього бароко чи рококо.
У 1803—1805 рр. поляк Тадеуш Чацький разом з уславленим діячем Речі Посполитої Гуґо Коллонтаєм на базі колегіуму заснували Вищу Волинську гімназію (з 1819 року ліцей) на зразок університету. Фундацією Т. Чацького для ліцею придбано бібліотеку екскороля Польщі Станіслава Августа Понятовського та колекцію наукових приладів. За участь студентів колегіуму у визвольному повстанні в 1831 р. Колегіум ліквідовано царем, а бібліотека і наукові прилади конфісковані і передані новоствореному університету Святого Володимира в місті Києві.
Костел було продано Православній Церкві й 1840 року освячено як Преображенський собор.
За часів СРСР храм було закрито й переобладнано на спортивне приміщення Кременецького педучилища.
1992 р. храм передано громаді Української Автокефальної Церкви, яка у 2004 році приєдналася до Української Православної Церкви Київського патріархату.
Після об'єднавчого собору 15 грудня 2018 р. — це собор Преображення Господнього Православної Церкви України.

### Костел святого Станіслава
Збудований у 1853—1857 роках. Був єдиним римо-католицьким парафіяльним храмом на Волині, який діяв у більшовицько-радянський час.

### Палац Кароліни Дзембовської
Палац збудований у стилі класицизму в першій половині XVIII століття архітектором Ю. Гофманом. Навколо нього в 1809 році англійським садівником Діонісієм Міклером розбито чудовий парк.

### Храми
- Церква Різдва Пресвятої Богородиці
- Церква Святого Миколая (Кременець)[32][33]
- Церква Святої Тройці
- Церква святого рівноапостольного князя Володимира Великого
- Церква Воздвиження Чесного Хреста Господнього

### Некрополі
У Кременці є кілька некрополів, зокрема, П'ятницький (Козацький) цвинтар із могилами українських козаків, що загинули в боях за звільнення Кременця від влади Польщі (1648—51 рр.), Монастирське кладовище, старовинний польський цвинтар, військове кладовище.
Військове кладовище розташоване у сквері перед педінститутом. 19 березня 1944 р. в Кременець увійшли підрозділи Червоної армії. Частина бійців, загиблих під час боїв за місто (200 осіб), похована у сквері перед колишнім ліцеєм (тепер педучилище) в 10 індивідуальних могилах та одній братській. Імена воїнів відомі. 10 могил із надгробними плитами, на яких викарбувано імена полеглих. На братській могилі пам'ятник — скульптурна фігура воїна на постаменті.
На Туницькому кладовищі похований радянський воїн В. Я. Медведєв, який загинув у 1944 р. під час боїв за Кременець. На могилі встановлений пам'ятник у вигляді стели, що закінчується вгорі п'ятикутною зіркою.
У Кременці під час Другої світової війни було єврейське ґетто. Нацисти розстріляли 15000 євреїв і закопали на місці колишнього тиру 42-го Якутського полку. Сьогодні на цьому місці розташований пам'ятник жертвам нацизму, але через недбалість місцевої влади і нехтування місцевих жителів пам'ятник постійно паплюжать.

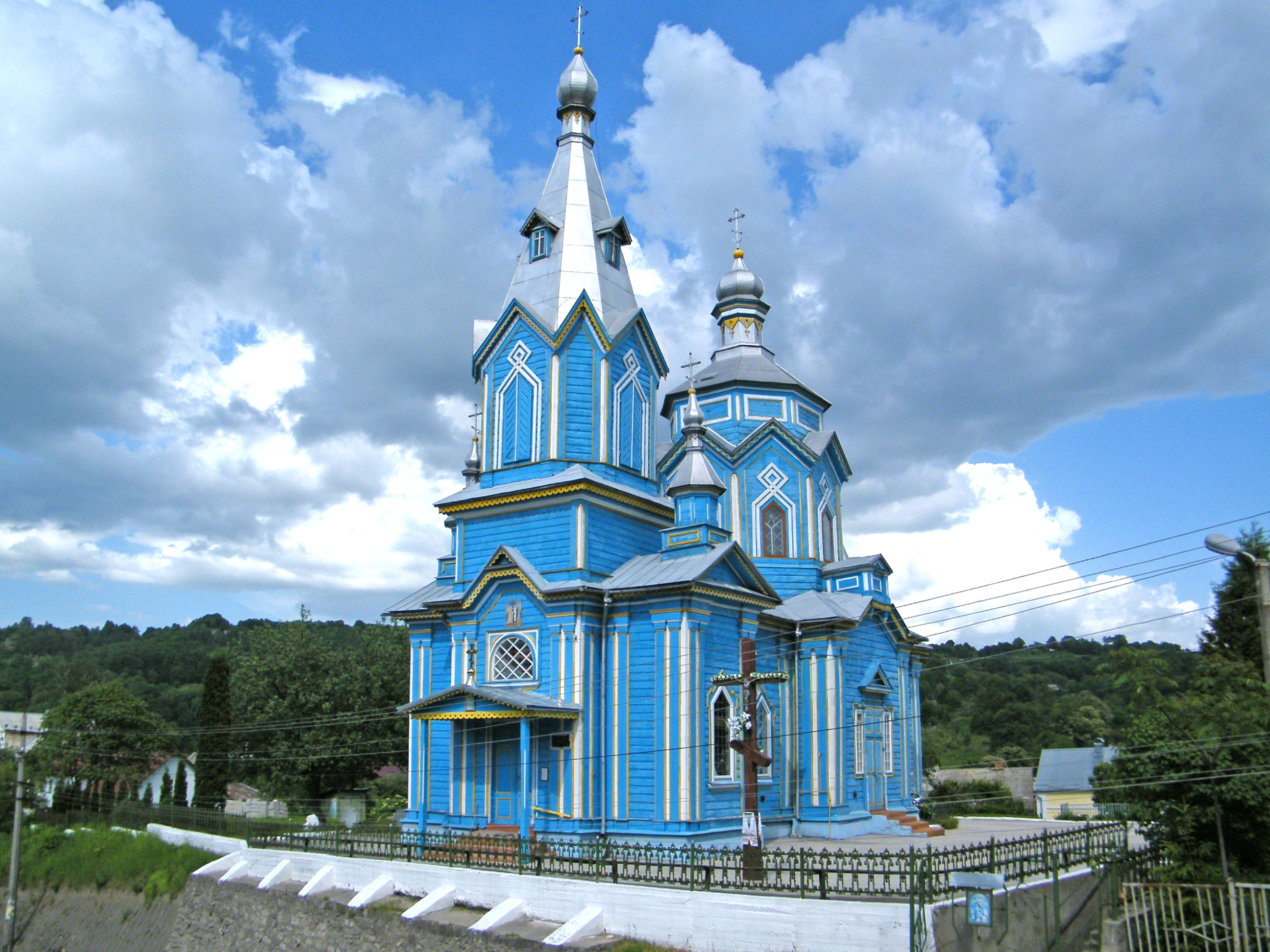
Дерев'яна церква Воздвиження Чесного і Животворного Хреста Господнього у місті Кременець

### Пам'ятки природи
- Національний природний парк «Кременецькі гори»
- Кременецький ботанічний сад
- Геологічні пам'ятки природи: Відслонення крейди, Відслонення крем'яних утворень
- Гідрологічна пам'ятка природи «Джерело „Корито“»
- Ботанічні пам'ятки природи бук пурпуролистий, ясен однолистий, ялиця каліфорнійська, кедр сибірський, «Джерельна».

## Кулінарія
Кременецькі гречані вареники з сиром — самобутня і цікава місцева страва яку зазвичай готують «на Андрія» і як святкову під час різдвяно-новорічного святкування. У Кременці налагоджене виготовлення і продаж для мешканців та гостей міста напівфабрикатів гречаних вареників. Крім того, відвідуючи туристичні об'єкти Кременеччини, можна придбати на згадку свистунці у формі вареників. Автентичні гречані вареники роблять лише з гречаного борошна. Але тоді тісто не розкачують, а вареницю виліплюють на руці з невеликого шматка тіста. Якщо гречане борошно вимішати наполовину з пшеничним, їх легше ліпити і менше варити.

## Транспорт

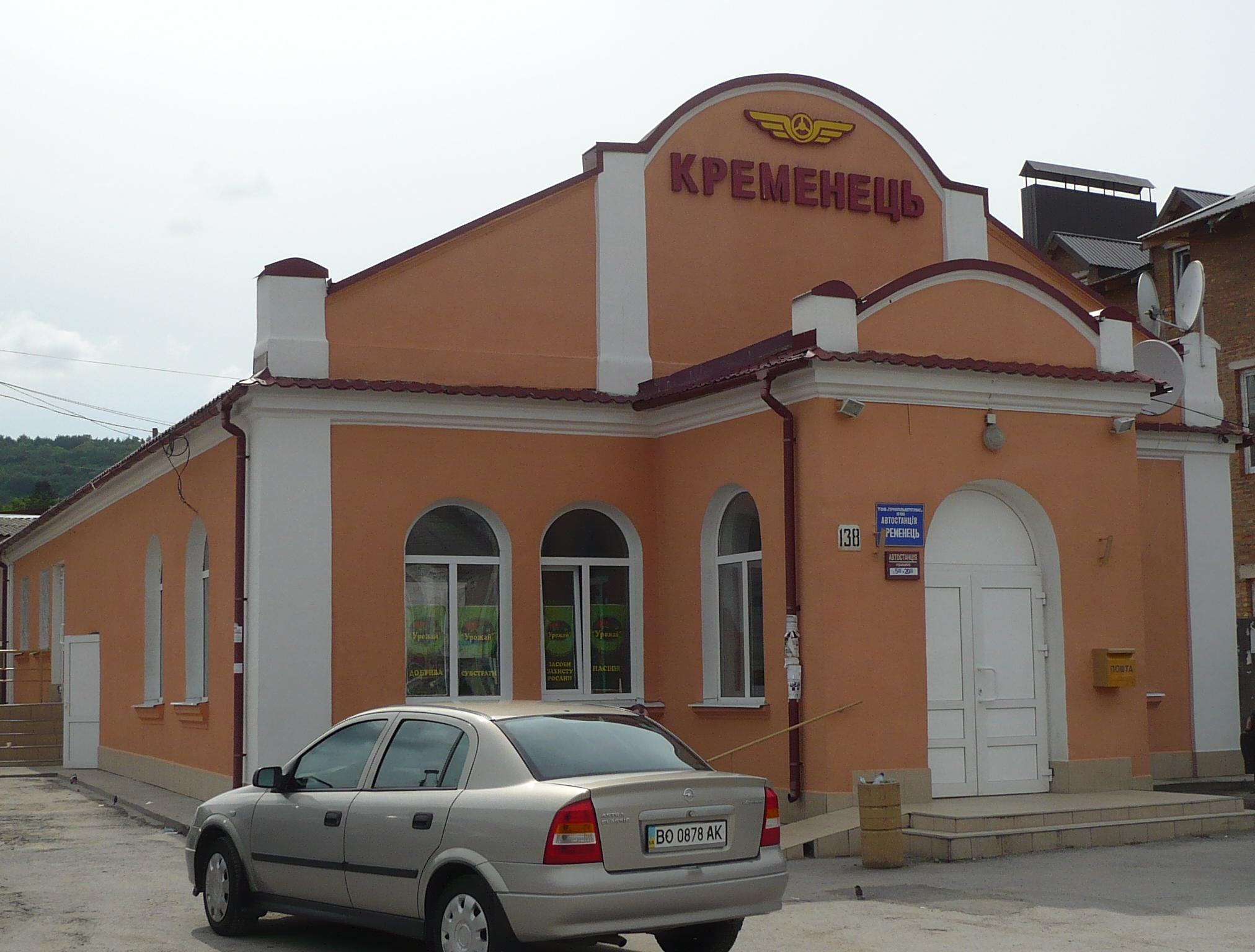
Кременецький автовокзал, колишня Кременецька синагога

Територією міста проходить автошлях E85.
Автотранспортне сполучення з іншими регіонами України забезпечує Кременецький автовокзал.
Містом курсують маршрутні таксі (автобуси).

## Засоби масової інформації
Кременець.City [Архівовано 5 травня 2020 у Wayback Machine.] — інтернет видання, створене у грудні 2017 року колективом Інформаційного центру «Діалог» та Агенцією розвитку локального медіа «Або».

### Радіостанції
- Говорить Кременець — районна комунальна радіостанція. Засновник — Кременецька районна рада. В ефірі — інформаційні, культурологічні, просвітницькі, розважальні програми та передачі для дітей. Веде мовлення на 1-му каналі проводової мережі за наступним графіком: понеділок, середа, четвер, п'ятниця — 06:30-06:44; вівторок — 10:30-10:59 (час мовлення не використовується під час трансляції пленарних засідань Верховної Ради України); п'ятниця — 11:40-11:59. Блог радіостанції в Інтернеті — kremenetsradio.blogspot.com [Архівовано 25 лютого 2022 у Wayback Machine.] (не оновлюється).

### Колишні періодичні видання

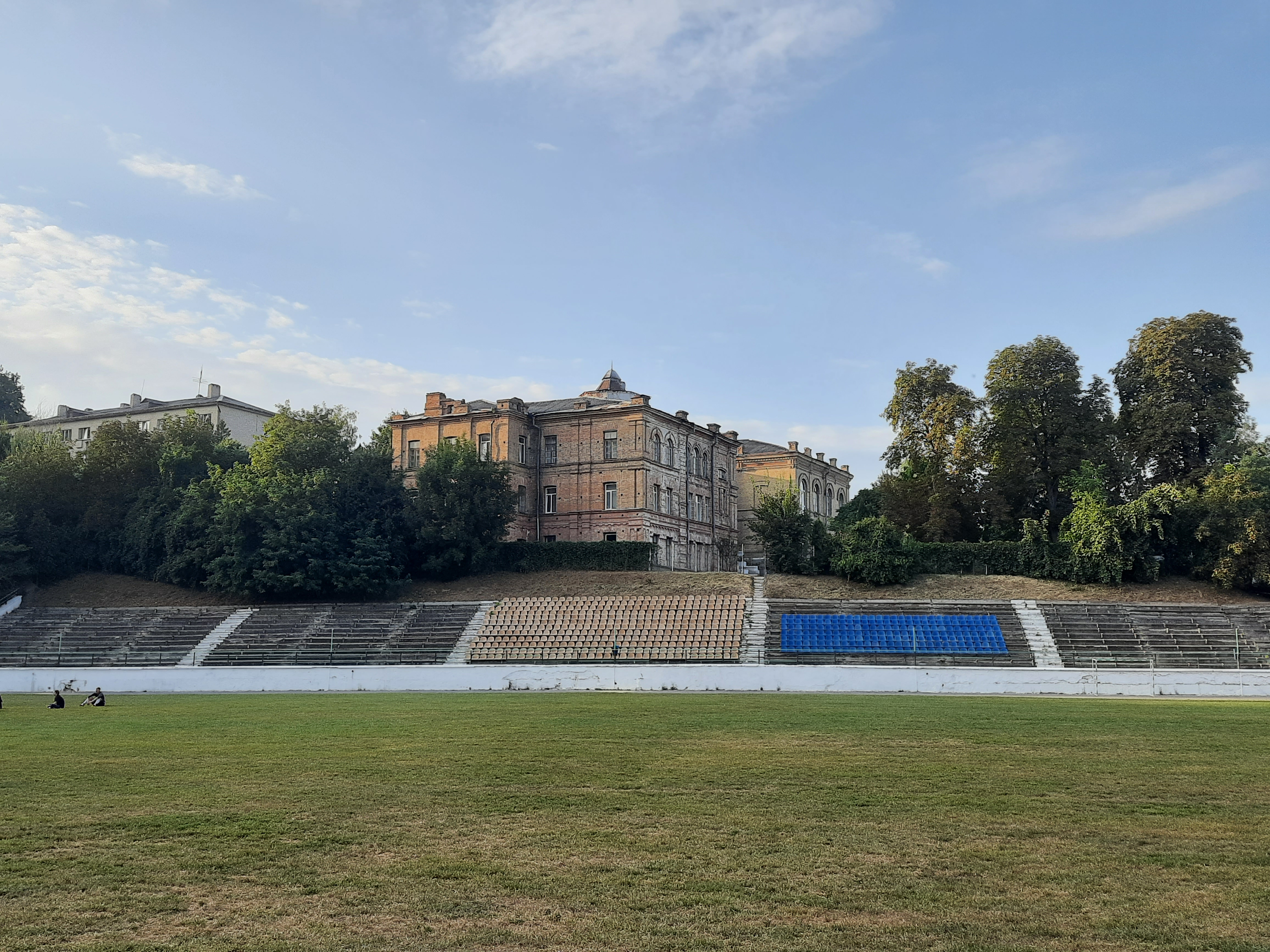
Стадіон

- газета «Будівничий церкви Божої» — євангельсько-християнський місячник. Виходив 1935—1936 за редакцією Д. Гарасевича у співпраці з американською місією Церкви Божої. Друкував богословські статті, історико-статистичні матеріали про євангельський рух в Україні, поезії, біблійні оповідання для дітей, афоризми тощо. Політичні проблеми журнал принципово не висвітлював[38]
- церковно-народний ілюстрований двотижневий часопис «Духовний сіяч»
- християнський щомісячник «Євангельський голос» — виходить від 1936 р. Видавці — М. Вербицький і Г. Федишин[39].
- газета «Крем'янецький вісник» — виходила 2-3 рази на тиждень у м. Крем'янець від 20 липня 1941 до 3 лютого 1944 р. Редактор — А. Трачук[40]
- літературний журнал «Хвиля» — виходив від 12 лютого 1923 р. Друкувався на літографі. Вийшло два числа. Видавець — Ф. Півниченко, редактор Улас Самчук (під псевдонімом А. Офіренко), В. Данильченко й А. Гайовий[41].
- «Кременіцер Штиме» (ід. Голос Кременця) — єврейський часопис.

### Сучасні періодичні видання
- Діалог — щотижнева газета Кременецької районної ради і райдержадміністрації.
- Типовий Кременець — найбільша інтернет спільнота.

## Міста-побратими
Кременець має 9 міст-побратимів.
- Констанцин-Єзьорна, Польща
- Томашів, Польща
- Свьонтники-Ґурне, Польща
- Загір'я, Польща
- Кілгор, Сполучені Штати Америки
- Арцвіллер, Франція
- Ільзенбург, Німеччина
- Саммерсайд, острів Принца Едварда, Канада[43]
- Аньйоне, Італія[44]

## Населення

### Національний склад
Розподіл населення за національністю за даними перепису 2001 року:
| Національність  | Відсоток |
| --------------- | -------- |
| українці        | 96.45%   |
| росіяни         | 2.50%    |
| поляки          | 0.52%    |
| білоруси        | 0.21%    |
| інші/не вказали | 0.32%    |
| Усього          | 100%     |

### Мова
Розподіл населення за рідною мовою за даними перепису 2001 року:
| Мова            | Кількість | Відсоток |
| --------------- | --------- | -------- |
| українська      | 21351     | 97.58%   |
| російська       | 465       | 2.13%    |
| польська        | 24        | 0.11%    |
| білоруська      | 12        | 0.05%    |
| румунська       | 7         | 0.03%    |
| вірменська      | 2         | 0.01%    |
| інші/не вказали | 19        | 0.09%    |
| Усього          | 21880     | 100%     |

## Відомі люди пов'язані з містом

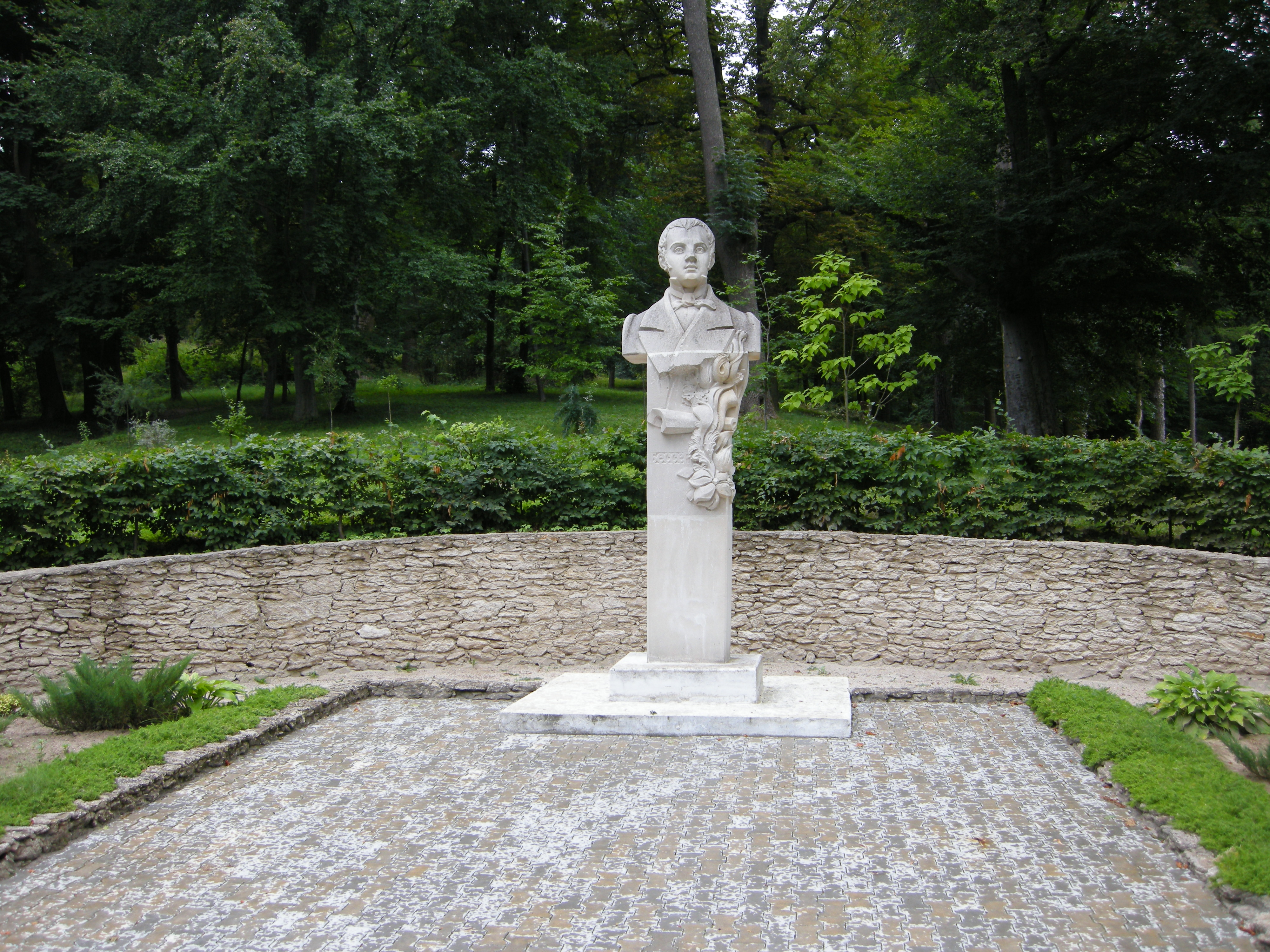
Пам'ятник Віллібальду Бессеру в Кременецькому ботанічному саду

Пам'ятник Юліушу Словацькому

### Почесні громадяни Кременця[47]
- Андрій Пушкар
- Василь Жданкін
- Афанасій Ломакович
- Петро Мазур
- Дмитро Павличко
- Роман Лубчаківський
- Василь Скоропляс
- Ігор Юхновський
- Володимир Козачок

### Народилися
- Авідар Йосеф — ізраїльський генерал та державний діяч;
- Валентина Адамович — українська літераторка, педагог, краєзнавець;
- Віктор Андрейчук — український правник;
- Неоніла Бабій-Очеретовська — український музикознавець, філософ;
- Іцхак Бер-Левінзон — єврейський просвітитель;
- Михайло Вериківський — український композитор;
- Андрій Вериківський — український музичний педагог;
- Моріс Караш — американський хімік-органік єврейського походження;
- Михайло Васірук — заслужений тренер України з легкої атлетики;[48]
- Гіпський Іван Іванович (1901—1978) — диригент, композитор, педагог, фольклорист.
- Галина Гордасевич — українська поетеса;
- Неоніла Крем'янчанка — українська письменниця, журналіст, краєзнавець;
- Михайло Данилюк  — український повстанець, в еміграції лікар і громадський діяч;
- Любов Єрусалимець — українська майстриня вишивання;
- Олеся Жуковська — українська медсестра-волонтер, учасниця Революції гідності;
- Юрій Зацний — український мовознавець та педагог;
- Марк Кац — польський та американський математик єврейського походження, представник Львівської математичної школи.Колега Станіслава Уляма;
- Іванна Дуда-Гвязда — польська громадська діячка, журналістка та письменниця, активістка руху «Солідарність»;
- Єжи Літвінюк — польський перекладач;
- Наталія Баліцька — польський мікробіолог;
- Ян Туркевич — польський фізик-ядерник;
- Микола Кашуба — український лікар, вчений у галузі медицини;
- Микола Коробка — російський та український літературознавець і фольклорист;
- Дмитро Лабуткін — офіцер ВМС ЗС України, військовий журналіст загиблий в зоні АТО на сході України;
- Віталій Фурсик — сержант ЗС України, учасник АТО на сході України;
- Микола Мамчур  — український художник;
- Віктор Морозов — український співак, композитор, перекладач. Мистецький керівник театру-студії «Не журись!»(1988—1992,м. Львів);
- Олександр Осецький — український генерал доби УНР;
- Леонід Папара — український живописець.
- Юрій Покальчук — український письменник та перекладач;
- Андрій Пушкар — український спортсмен-рукоборець, багаторазовий чемпіон світу;
- Олександр Сальський — український офіцер, учасник Другого Зимового походу;
- Ірина Скакальська — українська історикиня, дослідниця Волині;
- Юліуш Словацький — видатний польський поет і драматург доби романтизму;
- Айзек Стерн — всесвітньовідомий американський скрипаль єврейського походження;
- Олександр Чекановський — російський геолог та географ польського походження, дослідник Східного Сибіру;
- Чеслав Ястшембець-Козловський — польський поет, критик і перекладач;
- Казимир Урбанік — польський математик;
- Роман Кравченко-Бережний — радянський та російський учений-фізик українського походження, чий підлітковий щоденник часів окупації Кременця гітлерівською Німеччиною було використано серед доказів на Нюрнберзькому процесі;
- Олександр Хотовицький — православний священик, місіонер. Жертва сталінських репресій. Канонізований РПЦ як священномученик;
- Моше Каґан — ізраїльський художник;
- Владислав Тарківський — український вчений-гідролог, гідрохімік, гідроеколог, доктор географічних наук;
- Любов Бурак (Дзвінка Торохтушко) — українська письменниця та перекладачка.

### Проживали
- Свидригайло Ольгердович — великий князь литовський та руський, князь волинський. Був ув'язнений у Кременецькому замку, надав місту Магдебурзьке право;
- Павел Гіжицький — польський бароковий архітектор, скульптор, різьбяр і художник. Будівничий кременецької базиліки святих Ігнатія Лойоли і Станіслава Костки (нині Преображенський собор) за проектом італійця Паоло Фонтана та дзвіниці кременецького костелу Успіння Діви Марії (нині Миколаївський собор). Єзуїт;
- Мордехай з Кременця — хасидський цадик XVIII століття. Син цадика Іехіеля Міхаеля з Золочева;
- Яків Ізраїль бен Цві га-Леві — юдейський проповідник (магід). Опонент хасида цадика Мордехая;
- Вілібальд Бессер — австрійський ботанік, ентомолог, лікар;
- Джозеф Сандерс  — польський та російський художник англійського походження;
- Йозеф Пічман — австрійський художник;
- Юзеф Антоній Бопре — польський лікар французького походження, видавець та громадський діяч. Учасник польського повстання (1830—1831);
- Юзеф Крафт — польський архітектор німецького походження. Архітектор кременецького костелу Святого Станіслава;
- Борис Козубський — український адвокат, громадський і політичний діяч, журналіст;
- Роман Бжеський —  державний діяч доби УНР, ідеолог модерного українського націоналізму;
- Ростислав Глувко — український художник-емігрант, графік та іконописець;
- Михайло Тучемський — український церковний та громадський діяч, краєзнавець. Православний священик;
- Сергій Міляшкевич — український педагог, директор Кременецької української гімназії імені Івана Стешенка;
- Никанор Вишневський — український мовознавець та педагог;
- Лев Данилевич — український мовознавець та педагог;
- Вацлав Северин Жевуський («Отаман Ревуха») — польський шляхтич, визначна постать доби романтизму, один з започатківців українофільства в польській культурі;
- Лука Скібінецький — український педагог (природничі науки);
- Францішек Мончак — польський географ, археолог та мандрівник. Засновник краєзнавчого музею у Кременці;.
- Здіслав Опольський — польський педагог (природничі науки), краєзнавець;
- Октавіан Дуда — польський педагог (природничі науки) та ентомолог;
- Іван Гарасевич — український художник та поет;
- Марія Кремінярівська — українська письменниця;
- Зигмунт Румель — польський офіцер та поет. Прототип капітана Зигмунта Кшеменецького з польського художнього фільму «Волинь»(2016);
- Жак Берж'є  — французький інженер-хімік та письменник-фантаст єврейського походження;
- Ірена Сандецька — польська та українська громадська діячка, поетеса, педагог;
- Микола Матерський — український диригент, фольклорист, педагог;
- Степан Турик — український фольклорист, педагог;
- Олександр Вітенко — український фольклорист, краєзнавець, просвітянин;
- Маркіян Трофим'як — римо-католицький єпископ Луцький. Багато років був парохом у Кременці;
- Гаврило Чернихівський — український історик, волинський краєзнавець, громадський діяч;
- Микола Чорний — український волонтер загиблий в зоні АТО на сході України;
- Василь Жданкін — український бард, кобзар, бандурист. Лауреат гран-прі І-го фестивалю «Червона Рута»(1989). Артист театру-студії «Не журись!» (1988—1990, м. Львів);

### Працювали
- Андрій Голота — український гравер;
- Йосиф Моргулець — греко-католицький церковний діяч та педагог. Василіянин;
- Антоніо Кастеллі[49] — італійський архітектор, придворний архітектор Собеських. Автор проекту монастиря реформатів у Кременці (нині Богоявленський монастир)[50]
- Григорій Пірамович — римо-католицький церковний діяч, польський поет та перекладач вірменського походження. Єзуїт;
- Деніс Макклер (анг. Denis McClair) або Діонісій Міклер — ірландський ботанік та садівник, майстер садово-паркового мистецтва;
- Юліян Добриловський — греко-католицький церковний діяч, український поет та перекладач. Василіянин;
- Гуго Коллонтай  — польський освітній та державний діяч, публіцист, один з авторів Конституції 3 травня. Католицький священик;
- Степан Білинкевич — греко-католицький церковний та освітній діяч. Василіянин;
- Тадеуш Чацький — польський освітянин, історик, громадський діяч. Засновник Волинської гімназії (Кременецького ліцею);
- Йоахім Лелевель — польський історик;
- Євзебіуш Словацький — польський поет, драматург, перекладач. Батько Юліуша Словацького;
- Юзеф Коженьовський  — польський драматург і повістяр;
- Маттео Баччеллі — італійський художник та педагог;
- Олександр Міцкевич  — польський правознавець. Брат Адама Міцкевича;
- Антоній Анджейовський (творчий псевдонім Старий Дитюк) — польський ботанік, зоолог, письменник;
- Юзеф Чех — польський математик, філософ, перекладач, педагог. Перший директор Волинської гімназії (Кременецького ліцею);
- Ігнатій Абламович — польський фізик;
- Павел Ярковський — польський бібліотекар та бібліограф:
- Алоїз Фелінський — польський поет, драматург, перекладач, історик та теоретик літератури;
- Антон Ярковський — польський філософ;
- Ян Куліковський — польський теолог і педагог. Католицький священик;
- Алоїз Осінський — польський філолог. Католицький священик:
- Міхал Вишневський — польський філософ, психолог та історик літератури;
- Міхал Хонський — польський економіст та правознавець;
- Домінік Бартошевич — польський мовознавець та письменник;
- Микола Петров — російський та український історик, літературознавець, етнограф;
- Микола Теодорович — російський історик українського походження, волинський краєзнавець;
- Амвросій Ждаха — український художник;
- Михайло Куза  — поет;
- Тимофій Сафонов — український та російський художник;
- Андроник Лазарчук — український художник, педагог;
- Сергій Бачинський — український політичний та громадський діяч, публіцист;
- Михайло Кобрин — український богослов та освітянин, знавець стародавніх мов, перекладач;
- Василь Біднов — український історик, педагог, громадський діяч;
- Іван Власовський — український історик, церковний та громадський діяч;
- Филимон Кульчинський — український богослов та педагог. Православний священик;
- Василь Кархут — український лікар та громадський діяч, особистий лікар митрополита УГКЦ Андрея Шептицького;
- Семен Кивелюк — український лікар та громадський діяч, стрілець УГА;
- Григорій Березовський — український театральний актор та режисер. Грав у театрі Миколи Садовського;
- Владислав Галімський — польський та український живописець, педагог;
- Еміль Крча — польський художник-постімпресіоніст;
- Генрик Германович — видатний польський фотограф;
- Станіслав Шейбал — польський фотограф, художник;
- Людвік Ґроновський — польський фотограф та педагог;
- Станіслав Осостович — польський художник;
- Сергій Даушков — український письменник;
- Антон Хижняк — український радянський письменник, автор історичного роману «Данило Галицький»;
- Олексій Харсекін  —  радянський лінгвіст, один з провідних спеціалістів з етруської мови;
- Костянтин Татаринов — радянський та український зоолог, палеонтолог;
- Володимир Покальчук — український учений-філолог. Батько письменників Юрія та Олега Покальчуків;
- Борис (Бума) Ельгорт — український історик, краєзнавець, музейник;
- Віктор Андрієвський — український історик, етнограф та педагог;
- Лідія Юрчук — український мовознавець;
- Володимир Чопик — український ботанік;
- Леся Романчук  — українська лікарка, письменниця, бард;

### Навчалися
- Станіслав Ворцель — польський революціонер-демократ;
- Томаш Август Олізаровський — польський письменник, представник української школи в польській літературі;
- Ян Ксаверій Каневський — польський художник;
- Томаш Падура — польський поет та музикант, представник української школи в польській літературі, автор відомої пісні «Гей, соколи»;
- Стефан Вітвіцький — польський поет;
- Фелікс Бернатович — польський письменник;
- Пйотр Хлебовський — польський математик і педагог. Вчитель Зигмунта Красінського;
- Маврицій Гославський — польський поет, представник української школи в польській літературі;
- Євстахій Івановський — польський письменник, публіцист, історик, мемуарист, благодійник.
- Каетан Марцінковський — польський поет, перекладач та педагог;
- Миколай Єловіцький — польський письменник;
- Францішек Ковальський — польський поет і перекладач;
- Антоній Мальчевський — польський поет, альпініст. Представник української школи в польській літературі;
- Костянтин Мальчевський — польський військовик, офіцер російської армії, генерал мексиканської армії;
- Нарцис Олізар — польський політичний діяч, письменник і художник. Граф;
- Густав Олізар — польський поет та публіцист. Граф;
- Спиридон Осташевський — польський іполог, письменник. Вірогідний прототип Лонгинуса Підбийп'ятки з роману «Вогнем і мечем» польського письменника Генрика Сенкевича;
- Олександр Пржездзецький — польський історик-медієвіст та видавець. Граф;
- Тимон Заборовський — польський поет, драматург, перекладач і літературний критик;
- Арсен Річинський — український лікар, громадський та церковний діяч, композитор, публіцист, фотограф, волинський краєзнавець. Канонізований ПЦУ як святий сповідник;
- Ян Весоловський — польський фізик;
- Віталій Маслюк — український вчений-філолог та перекладач, знавець давньогрецької та латинської мов;
- Іван Сойко — український історик. Колега Івана Крип'якевича;
- Юрій Шумовський — український археолог та палеонтолог. Православний священик;
- Авенір Коломиєць — український поет, письменник, журналіст, театральний режисер;
- Лев Нікулін — російський радянський письменник та журналіст;
- Улас Самчук — український письменник та журналіст;
- Оксана Лятуринська — українська поетеса, художниця та скульпторка;
- Юрій Горошко — український громадський діяч, літератор, педагог;
- Борис Харчук — український письменник;
- Володимира Чайка — українська оперна співачка;
- Іван Гнатюк — український поет, прозаїк, перекладач;
- Ігор Юхновський — український фізик-теоретик, громадський та державний діяч, Герой України:
- Степан Генсірук — український вчений в галузі лісівництва;
- Георгій Петрук-Попик — український лікар, публіцист, громадський діяч, поет. Один із засновників партії Народний рух України;
- Юрій Рамський — український математик;
- Михайло Брик — український хімік;
- Сергій Долгіх — солдат ЗС України загиблий у зоні АТО на сході України;
- Дмитро Напрієнко — молодший сержант ЗС України загиблий у зоні АТО на сході України.

### Проходили військову службу
- В'ячеслав Липинський — український політичний діяч, історик, теоретик українського консерватизму;
- Микола Пржевальський — російський офіцер, мандрівник та дослідник Азії українського походження;
- Борис Макаревич — офіцер ЗС України загиблий у зоні АТО на сході України.

### Відвідували
- Григорій Сковорода
- Тарас Шевченко — відвідав Кременеччину восени 1846 року. На основі зібраних матеріалів про гайдамацьке повстання XVIII ст. написав повість «Варнак» та однойменну поему.
- Ференц Ліст
- Марія Шимановська
- Кароль Ліпінський
- Анджеліка Каталані
- Леся Українка — відвідала місто у 1891 та 1907 роках гостюючи у подруги Марії Биковської.
- Олена Пчілка
- Михайло Коцюбинський
- Оноре де Бальзак
- Микола Мушинка[51]
- Марія Конопницька
- Феофан Прокопович
- Дмитро Павличко
- Максим Рильський
- Павло Тичина
- Микола Бажан
- Андрій Малишко
- Євген Адамцевич
- Андрій Кузьменко
- Кузьма Скрябін

### Мер міста Кременець
- Шурак Аркадій

- Гуславський Андрій Андрійович

- Кічатий Леонід Святославович

- Ковальчук Олексій Андрійович

- Ванжула Роман Валерійович

- Смаглюк Андрій Миколайович

### Проживають та працюють у наш час
- Олександр Смик — бард, поет, драматург;
- Валентин Величко — художник;
- Юрій Камаєв — письменник;
- Сергій Синюк — письменник, краєзнавець, бард;
- Ніл Зварунчик — скульптор;
- Олег Вартабедян — художник, краєзнавець;
- Володимир Собчук — історик, фахівець у галузі генеалогії, історичної географії та історії культури;
- Іван Потій — поет.

### Кременецькістарости
- Федір Несвізький
- Станко Юрша
- Михайло Друцький-Болобан
- Федір Острозький
- Петро Данилович
- Іван Монивидович
- Юрій Монтовтович
- Якуб Монтовтович
- Олександр Сангушкович
- Семен Несвицький
- Іван Богушевич — у грудні 1548[52]
- Петро Семашко — староста луцький 1551, писар литовський 1552, дружина — Боговитинівна[53]
- Дахнович[54]
- Станіслав Фальчевський[55][56] (продав маєток Ісерни (частина спадку збіднілого роду Ісернських) у 1543 році князю Івану Федоровичу Масальському «Мунчі», дружиною якого була Богдана Боговитинівна[57]
- Щасний Герцик (зокрема, 1545[58]), мав суперечку з Грицьком Сенютою[59]
- Михайло Мишка
- Микола Збаразький
- Януш Вишневецький
- Костянтин Вишневецький
- Януш Збаразький
- Криштоф Збаразький
- Маріуш Станіслав Яскульський
- Михайло Юрій Чорторийський
- Ян Карл Чорторийський
- Антоній Міхал Потоцький
- Михайло Казимир Радзивілл
- Юзеф Паулін Санґушко
- Януш Модест Санґушко
- Януш Антоній Вишневецький
- Павел Кароль Санґушко

### Єпископи Кременецькі
Із 1873 року тут була резиденція вікарного єпископа православної Волинської єпархія, до 1902 року з титулом єпископа Острозького, а від 1902 року — єпископа Кременецького.
- Паїсій(Виноградов) — єпископ Кременецький, вікарій Волинської єпархії;
- Димитрій (Сперовський) — єпископ Кременецький, вікарій Волинської єпархії;
- Амвросій(Гудко) — єпископ Кременецький, вікарій Волинської єпархії;
- Никон(Безсонов) — єпископ Кременецький, вікарій Волинської єпархії. Автор проекту дзвіниці Кременецького Богоявленського монастиря;
- Діонісій (Велединський) — єпископ Кременецький, вікарій Волинської єпархії. Згодом правлячий архієпископ Волинський і Кременецький із резиденцією у Кременці;
- Амвросій (Казанський) — єпископ Кременецький, вікарій Волинської єпархії;
- Симон (Івановський) — єпископ Кременецький, вікарій Волинської єпархії;
- Олексій(Громадський) — архієпископ Волинський і Кременецький, митрополит Волинський і Житомирський, екзарх України, що мав резиденцію в Кременці;
- Йов (Кресович) — правлячий єпископ Кременецький і Дубенський;
- Дамаскін (Малюта) — єпископ Кременецький і Дубенський;
- Дорофей (Філіп) — єпископ Кременецький;
- Марк (Петровцій) — єпископ Кременецький, вікарій Львівської єпархії. Згодом перший правлячий єпископ Тернопільський і Кременецький(УПЦ МП);
- Іов (Павлишин) — єпископ Кременецький і Збаразький. Згодом перший архієпископ Тернопільський і Кременецький(УПЦ КП);
- Нестор (Писик) — архієпископ Тернопільський і Кременецький

### Відомі кременецькірабини
- Абрахам Хаззан (помер у 1510 р.)
- Мордехай Яффе(1533—1612 рр.) — видатний учений-талмудист, кабаліст.
- Шимшон бен Бецалель(XVI ст.) — брат празького рабина Іегуди Льов бен Бецалеля(відомого також як Махараль із Праги та рабі Льов), видатного вченого та героя європейських легенд.

### Князі кременецькі
- Юрій Наримунтович — князь кременецький, белзький, холмський. Онук великого князя литовського Гедиміна;
- Федір Корибутович — князь кременецький, подільський. Онук великого князя литовського Ольгерда.

### Власники замку
- Ян із княжат литовських (Ян Охстат, Ян Тельнич, біскуп Януш) — римо-католицький єпископ віленський, познанський. Позашлюбний син короля Сигізмунда I та Катажини з Охстатів Тельничанки;
- Бона Сфорца — королева польська та велика княгиня литовська. Дружина короля Сигізмунда I Старого, мати короля Сигізмунда II Августа.